# 우즐로바야

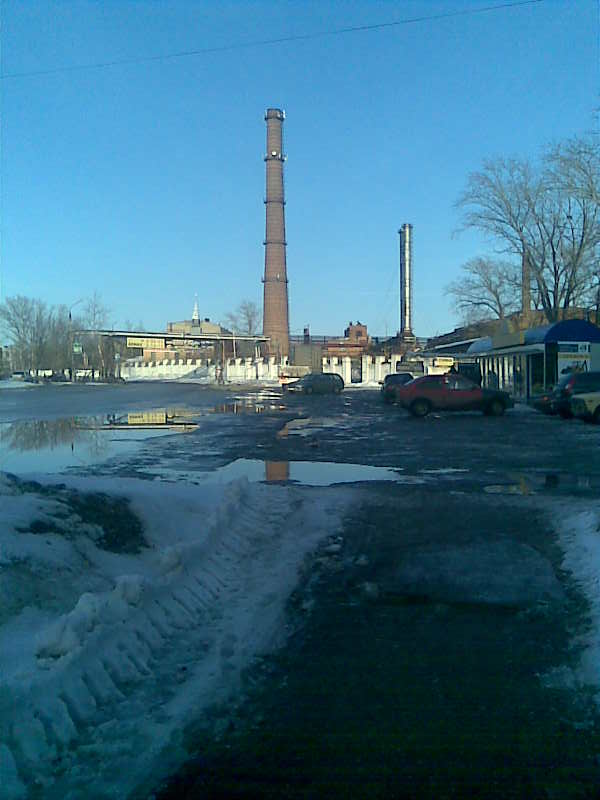

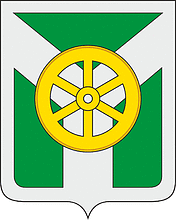
시 문장

우즐로바야(러시아어: Узлова́я)는 러시아 툴라주 동부에 위치한 도시로, 인구는 59,763명(2002년 기준)이다. 툴라(툴라 주의 주도)에서 남동쪽으로 44km 정도 떨어진 곳에 위치한다.
1873년 철도역인 흐루시춉스카야 역(Хрущёвская)이 개통되면서 신설되었고 1877년 우즐로바야라는 이름으로 변경되었다. 1938년 시로 승격되었으며 한때 탄광업이 발달했지만 현재 개발 중인 탄광은 하나도 없는 상황이다.